# Lophoptera squamulosa
Lophoptera squamulosa là một loài bướm đêm trong họ Noctuidae.